# Primo Victoria
Albums de Sabaton
Fist for Fight
(2001) Attero Dominatus
(2006)
Primo Victoria (La victoire d'abord en latin) est le deuxième album du groupe suédois de heavy metal Sabaton. C'est le premier album qu'ils réalisent avec leur nouveau label Black Lodge Records.

## Liste des titres
Toute la musique est composée par Joakim Brodén.
| Primo Victoria | Primo Victoria | Primo Victoria | Primo Victoria | Primo Victoria | Primo Victoria | Primo Victoria | Primo Victoria | Primo Victoria | Primo Victoria |
| No             | Titre | Durée          |                |                |                |                |                |                |                |
| -------------- | --- | -------------- | -------------- | -------------- | -------------- | -------------- | -------------- | -------------- | -------------- |
| 1.             | Primo Victoria (au sujet du jour J de l'opération Overlord) | 4:10           |                |                |                |                |                |                |                |
| 2.             | Reign of Terror (au sujet de l’opération Tempête du désert et de Saddam Hussein) | 3:51           |                |                |                |                |                |                |                |
| 3.             | Panzer Battalion (au sujet de la guerre d'Irak) | 5:09           |                |                |                |                |                |                |                |
| 4.             | Wolfpack (au sujet de la bataille de l'Atlantique (1939–1945) et plus précisément du convoi ONS-92) | 5:55           |                |                |                |                |                |                |                |
| 5.             | Counterstrike (au sujet de la guerre des Six Jours) | 3:48           |                |                |                |                |                |                |                |
| 6.             | Stalingrad (au sujet de la bataille de Stalingrad) | 5:18           |                |                |                |                |                |                |                |
| 7.             | Into the Fire (au sujet de la guerre du Viêt Nam) | 3:25           |                |                |                |                |                |                |                |
| 8.             | Purple Heart (au sujet des récipiendaires de la décoration militaire américaine Purple Heart) | 5:08           |                |                |                |                |                |                |                |
| 9.             | Metal Machine (au sujet de la musique heavy metal, le morceau est construit autour de titres de groupes comme Iron Maiden, Manowar, Judas Priest, Rainbow, Dio, Metallica, W.A.S.P., Accept, Helloween, Pink Floyd et Black Sabbath) | 4:22           |                |                |                |                |                |                |                |
| 41:05          | |                |                |                |                |                |                |                |                |

## Line-up de l'album
- Joakim Brodén - Chant et claviers
- Rickard Sundén - Guitares et chant
- Oskar Montelius - Guitares et chant
- Pär Sundström - Basse
- Daniel Mullback - Batterie